# アラニンtRNAリガーゼ
アラニンtRNAリガーゼ(Alanine—tRNA ligase、EC 6.1.1.7)は、以下の化学反応を触媒する酵素である。
ATP + L-アラニン + RNA{\displaystyle \rightleftharpoons }AMP + 二リン酸 + L-アラニルtRNAAla

従って、この酵素は、ATPとL-アラニンとRNAの3つの基質、AMPと二リン酸とL-アラニル-tRNAAlaの3つの生成物を持つ。
この酵素はリガーゼに分類され、特にアミノアシルtRNAと関連化合物に炭素-酸素結合を形成する。系統名はL-アラニン:tRNAAlaリガーゼ(AMP生成)(L-Alanine:tRNAAla ligase (AMP-forming))である。アラニルtRNAシンターゼ、アラニントランスラーゼ、AlaRS等とも呼ばれる。この酵素は、アラニン、アスパラギン酸の生合成及びアミノアシルtRNAの生合成に関与している。

## 構造
2007年末時点で、7個の構造が解かれている。蛋白質構造データバンクのコードは、1RIQ、1V4P、1YFR、1YFS、1YFT、1YGB、2E1Bである。